# Stefan Dollenmeier
Stefan Dollenmeier (* 3. Mai 1957) ist ein Schweizer Politiker (EDU) und ehemaliger Zürcher Kantonsrat.

## Familie
Dollenmeier lebt in Rüti im Kanton Zürich, wo er auch als Primarlehrer tätig war. Er ist verheiratet und hat fünf Kinder.

## Politische Karriere
Von 1999 bis 2012 war Dollenmeier für die EDU Kantonsrat des Kantons Zürich. Seit 2007 war er Fraktionschef der EDU-Fraktion. Er ist ebenfalls seit 1999 Bezirks- und Kantonalparteipräsident. 2003 kandidierte er erfolglos für den Schweizer Nationalrat.